# Rollstuhl-Sport-Club Frankfurt
Der Rollstuhl-Sport-Club Frankfurt ist ein sowohl breiten- als auch leistungssportlich orientierter Sportverein in Frankfurt am Main. Unter seinen Mitgliedern befinden sich Deutsche Pokalsieger, Deutsche Meister, Europameister, Weltmeister und Olympiasieger.

## Geschichte
Der Verein wurde am 30. Juni 1967 in der Berufsgenossenschaftlichen Unfallklinik Frankfurt am Main im Stadtteil Seckbach als Hessische Versehrtensportgemeinschaft für Querschnittgelähmte gegründet und am 8. April 1978 zur heutigen Vereinsbezeichnung umbenannt. Erster Vorsitzender war seinerzeit Kurt Nicklas.
Im Jahr 1974 erhielt Gudrun Meyer die „Sportplakette der Stadt Frankfurt am Main“ aus den Händen von Oberbürgermeister Walter Wallmann. Die erste Ausgabe der Vereinszeitung Das Sprachrohr erschien 1978. Im selben Jahr wurde auch die „Silbermedaille für den Behindertensport“ erstmals durch Bundespräsident Walter Scheel vergeben: an Bernd Börstler und Manfred Emmel. 1980 und 1983 wurde die 1. Basketball-Mannschaft mit der „Sportplakette des Landes Hessen“ geehrt, überreicht durch den Hessischen Staatsminister Armin Clauss; im Jahr 1982 erhielt sie Karl-Heinz Müller. 1985 wurde die Abteilung Tanzen gegründet, 1988 die Abteilung der Sportschützen.
Am 7. Juli 1988 traten Mitglieder des RSCF beim ZDF in Mainz in einer Fernsehsendung auf. Im Juli 1989 erschien die vorläufig letzte Ausgabe der quartalsweise veröffentlichten Vereinszeitung Das Sprachrohr; im selben Jahr erhielt Manfred Emmel die Silbermedaille für den Behindertensport durch Bundesinnenminister Wolfgang Schäuble. Am 17. Oktober 1992 wurde die 25-Jahr-Feier des RSC Frankfurt im Casino der Jahrhunderthalle in Frankfurt-Unterliederbach durchgeführt. Im Februar 1993 gab es nach knapp vierjähriger Unterbrechung einen Relaunch der Vereinszeitung, die erstmals wieder publiziert wurde. In der Saison 1993/94 wurde die 1. Mannschaft im Basketball Meister der Rollstuhlbasketball-Bundesliga. Am 10. Oktober 1995 erhielt die 1. Basketball-Mannschaft im Kaisersaal des Frankfurter Rathauses Römer die Ammerschläger-Medaille durch Oberbürgermeisterin Petra Roth. Nur elf Tage später, am 21. Oktober, trat in der Fernsehsendung Hessen-Report des RTL eine gemischte Mannschaft des RSCF im Basketball gegen die 2. Bundesliga-Mannschaft des TV Langen (Fußgänger) an. 1997 wurde die Abteilung Selbstverteidigung gegründet.

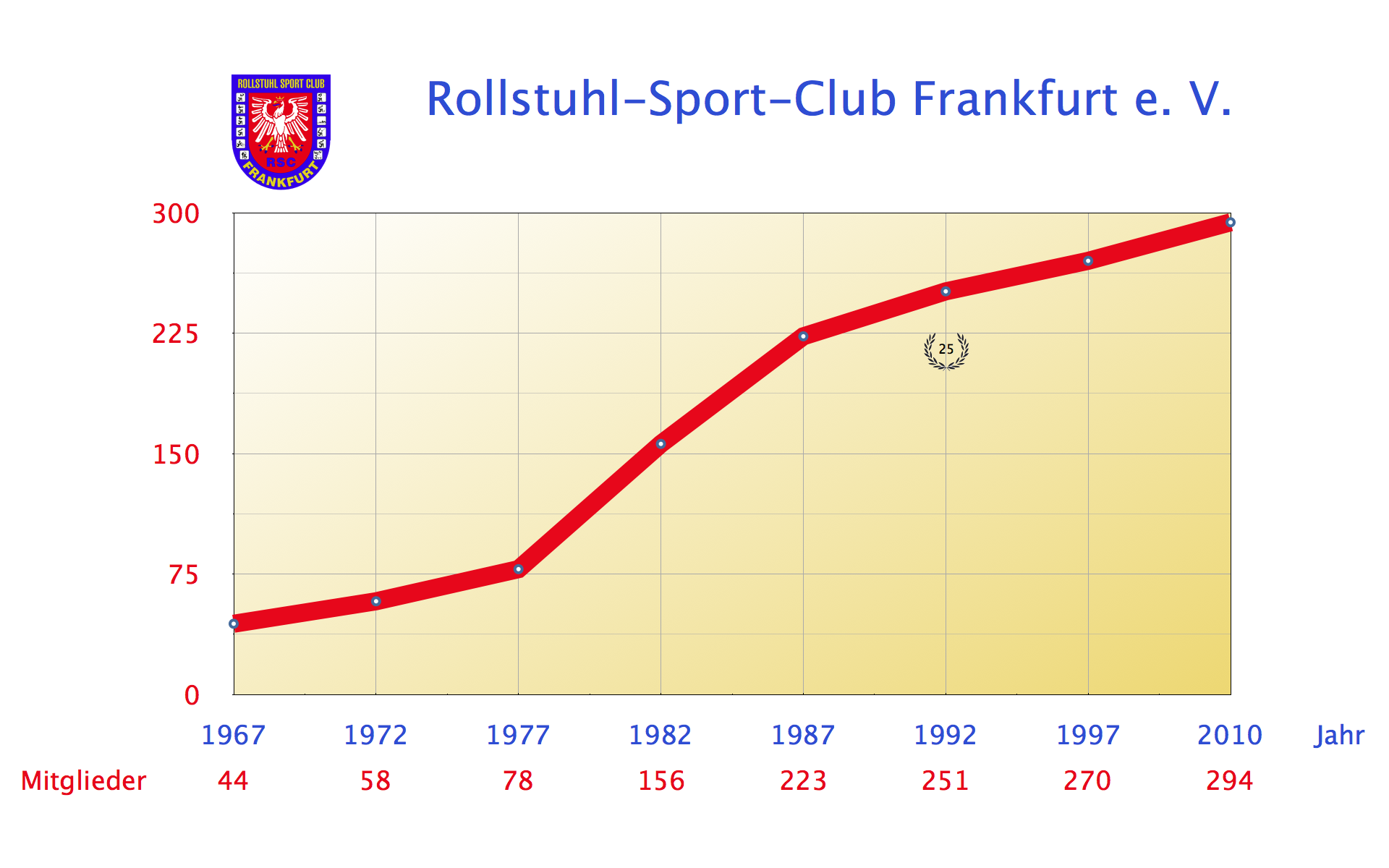
Entwicklung des Mitgliederstandes

Hatte im ersten Jahrzehnt des Bestehens die Mitgliederzahl nur langsam zugenommen, so verdreifachte sich die Zahl in den Jahren 1997 bis 1987. Bis 2010 waren 300 Mitglieder erreicht.
Im Jahr 2005 wurde für die Abteilung Basketball ein eigener Förderverein gegründet, der Förderverein Rollstuhlbasketball Rhein-Main. Am 5. Dezember desselben Jahres erhielt der RSC Frankfurt anlässlich des Internationalen Tages des Ehrenamtes im historischen Kaisersaal des Frankfurter Römers von der Oberbürgermeisterin Petra Roth, dem Bürgermeister und dem Sportdezernenten eine Urkunde als Dank und Anerkennung für die erbrachten ehrenamtlichen Leistungen.

## Erfolge
Mitglieder des Vereins haben erfolgreich an lokalen, regionalen, überregionalen, nationalen und internationalen Wettkämpfen teilgenommen. Mit je einer Mannschaft ist der RSC in der ersten Rollstuhlbasketball-Bundesliga, in der ersten Rugby-Bundesliga und in der ersten Tischtennis-Bundesliga vertreten.

### Olympiasieger
Bei den Paralympischen Spielen errungene Medaillen:
- Goldmedaille: Bernd Börstler (Tischtennis), Manfred Emmel (Schwimmen, Tischtennis), Edmund Weber (Leichtathletik)
- Silbermedaille: Wolfgang Hollhorst, Horst Rödig, Abdulgazi Karaman (Basketball), Horst Binner, Bernd Börstler (Tischtennis), Manfred Emmel (Leichtathletik, Schwimmen, Tischtennis), Edmund Weber (Leichtathletik)
- Bronzemedaille: Bernd Börstler (Leichtathletik)

### Weltmeister
- Goldmedaille: Thorsten Ahlbrecht (Sportschießen), Manfred Emmel (Tischtennis), Walter Straß (Sportschießen)
- Silbermedaille: Thorsten Ahlbrecht, Ebba Hegemann (Sportschießen), Rainer Oppler (Tischtennis)
- Bronzemedaille: Ebba Hegemann, Walter Straß (Sportschießen)

### Europameister
- Goldmedaille: Bernd Börstler, Manfred Emmel (Tischtennis), Ebba Hegemann, Walter Straß (Sportschießen)
- Silbermedaille: Cornelia Bäcker (Sportschießen), Frigga Dern (Tischtennis), Pietro Fabris, Christiane Fürll-Riede (Tanzen), Ebba Hegemann (Sportschießen), Rainer Oppler (Tischtennis), Walter Straß (Sportschießen)
- Bronzemedaille: Cornelia Bäcker (Sportschießen), Manfred Emmel (Tischtennis), Walter Straß (Sportschießen)

### Deutsche Meister
Thorsten Ahlbrecht (Sportschießen), Otto Albrecht, Klaus Bartels (Basketball), Bernd Börstler †, Herbert Broos (Tischtennis), Frigga Dern (Leichtathletik, Tischtennis), Manfred Emmel (Schwimmen, Tischtennis), Ebba Hegemann (Sportschießen), Wolfgang Hollhorst (Basketball, Leichtathletik), Edwin Hornung, Abdulgazi Karaman, Horst Kempf (Basketball), Wolf Meißner (Tischtennis), Gudrun Meyer (Leichtathletik, Tischtennis), Rainer Oppler (Tischtennis), Andrea Naumann/Jean-Marc Clément (Tanzen), Günther Ritter (Basketball, Leichtathletik), Horst Rödig, Ugur Savluk, Joachim Schermuly (Basketball), Jakob Scholles (Bogenschießen), Walter Straß (Sportschießen), Jürgen Tannhäuser, Reiner Velte, Holger Walter (Basketball), Edmund Weber (Leichtathletik), Klaus Weber, Karlheinz Wirz (Basketball)

### Deutsche Pokalsieger
Otto Albrecht, Wolfgang Hollhorst, Abdulgazi Karaman, Jörg Leonhardt, Horst Rödig, Ugur Savluk, Joachim Schermuly, Reiner Velte, Klaus Weber, Karlheinz Wirz (Basketball)

### Silbermedaille für den Behindertensport
Eine Silbermedaille für den Behindertensport erhielten:
- 1978 – Bernd Börstler, Manfred Emmel
- 1989 – Manfred Emmel

### Sportplakette des Landes Hessen
Die Sportplakette des Landes Hessen erhielten:
- 1980 – 1. Mannschaft im Basketball des RSC Frankfurt
- 1982 – Karl-Heinz Müller
- 1983 – 1. Mannschaft im Basketball des RSC Frankfurt

### Heinz-Lindner-Preis des Landessportbundes Hessen
- 1990 – RSC Frankfurt für herausragende breitensportliche Vereinsarbeit

### Sportplakette der Stadt Frankfurt am Main
Die Sportplakette der Stadt Frankfurt am Main erhielt
- 1974 – Gudrun Meyer

### Ammerschläger-Medaille
- 1995 – 1. Mannschaft im Basketball des RSC Frankfurt

## Ehrenmitglieder
- Ruleman Eylert, Oberarzt der BGU Frankfurt und Vereinsarzt des RSCF
- Alfred Daßbach, Hauptgeschäftsführer der Bau-Berufsgenossenschaft, Geschäftsführer des Trägervereins der BGU Frankfurt und Förderer des Vereins
- Horst Kempf
- Manfred Emmel

### Vorsitzende
- 1967 – 1973: Kurt Nicklas
- 1973 – 1975: Karl-Heinz Müller
- 1975 – 1979: Edmund Weber
- 1979 – 1985: Horst Lozar
- 1985 – 1993: Klaus Bartels
- 1993 – 1993: Herbert Broos
- 1993 – 1994: Jakob Scholles (kommissarisch)
- 1994 – 2015: Manfred Emmel
- 2015 – 2019: Pierre Fontaine
- seit 2019: Roland Rheingans

## Vereinswappen
Das Vereinswappen des RSC Frankfurt ist in einem dunklen Blau ausgeführt. Es wird in seinem Zentrum von einem integrierten roten Wappen dominiert, welches das Frankfurter Stadtwappen mit Stadtadler zeigt, unter dessen Fängen in Blau das Kürzel RSC steht. Der Schriftzug Rollstuhl-Sport-Club steht an der Spitze, der Schriftzug Frankfurt am Fuß des blauen Wappens, beides in gelben Versalien ausgeführt. Links und rechts des roten integrierten Stadtwappens sind jeweils sechs Piktogramme angeordnet, die Sportarten des RSC darstellen.

## Angebotene Sportarten
Zu den innerhalb des Vereins angebotenen Sportarten zählen Basketball, Bogenschießen, Dart, Handbiken, Leichtathletik, Rugby, Schwimmen, Sportschießen, Tanzen, Tennis, Tischtennis und Wintersport sowie allgemein breitensportliche Angebote und solche für Kinder und Jugendliche.

## Trainingsstätten
- Schwimmhalle der BG-Unfallklinik
- Sporthalle des Landessportbundes Hessen
- Sporthalle der Franz-Böhm-Schule
- Turnhalle der BG-Unfallklinik

## Mainhatten Skywheelers
Das in der Rollstuhlbasketball-Bundesliga spielende Team des RSC Frankfurt tritt seit der Saison 2009/10 unter dem Namen Mainhatten Skywheelers auf. Der Name nimmt Bezug auf die Skyline Frankfurts, einzige Stadt Deutschlands, deren City an das Erscheinungsbild von Manhattan erinnert. Die Mannschaft führt ein eigenes Logo.

## Förderverein Rollstuhlbasketball
Im Oktober 2005 wurde der Förderverein Rollstuhlbasketball Rhein-Main gegründet, um Jugendliche und Senioren dieser Sportart gezielt zu unterstützen, die Mitglieder des RSC Frankfurt sind. Dabei geht es sowohl um den Rehabilitations- als auch den Breiten- und Leistungssport.
Für die Durchführung möglichst zielorientierter Fördermaßnahmen richtet der Förderverein sein Augenmerk auf institutionelles und privates Sponsoring, wirbt gezielt Mitglieder für einen Förderkreis und sucht für die Bundesligamannschaft des RSC Sponsoren und Werbepartner.